# Premis Satellite
Els Premis Satellite són premis anuals donats per l'International Press Academy que es va observar comunament en revistes i blocs de la indústria d'entreteniment. Els premis van ser originalment coneguts com els Premis Golden Satellite. Els lliuraments de premis es duen a terme cada any a l'Hotel InterContinental Century City, Los Angeles.
El 2011, les nominacions Satellite en cinema va passar de 22 a 19 categories, el canvi reflecteix la fusió de drama i comèdia en virtut d'un general a la millor pel·lícula, incloent el millor actor/actriu i de suport.

## Categories

### Cinema
- Millor actor de drama
- Millor actriu de drama
- Millor actor musical o comèdia
- Millor actriu musical o comèdia
- Millor actor de repartiment de drama
- Millor actriu de repartiment de drama
- Millor actor de repartiment musical o comèdia
- Millor actriu de repartiment musical o comèdia
- Millor pel·lícula o curt animat
- Millor direcció d'art i disseny de producció
- Millor elenc (2004-present)
- Millor fotografia
- Millor disseny de vestuari
- Millor director
- Millor documental
- Millor edició
- Millor pel·lícula dramàtica
- Millor musical o comèdia
- Millor pel·lícula estrangera
- Banda sonora
- Millor cançó original
- Millor guió adaptat
- Millor guió original
- Millor so (1999-present)
- Millors efectes visuals

### Televisió
- Millor actor de sèrie dramàtica
- Millor actor de sèrie de comèdia o musical
- Millor actor de minisèrie o sèrie de televisió
- Millor actriu de sèrie dramàtica
- Millor actriu de sèrie de comèdia o musical
- Millor actriu de minisèrie o pel·lícula per a televisió
- Millor elenc (2005-present)
- Millor sèrie dramàtica de televisió
- Millor sèrie de televisió de comèdia
- Millor minisèrie o pel·lícula per a televisió (1996-1998)
- Millor minisèrie (1999-present)
- Millor pel·lícula per a televisió (1999-present)
- Millor actor de repartiment (2001-present)
- Millor actriu de repartiment (2001-present)